# عقفاء يابانية
العقفاء اليابانية النوع الوحيد من جنس العقف، وهي جنبة نفضية تنمو نحو 3 متر (10 قدم) نموًا ذو انتشار متساو. موطنها الأصيل هو اليابان وكوريا الجنوبية، تنمو على المنحدرات المشمسة والغابات على ارتفاعات تراوح بين 500 و1300 م. وجدت دراسة علمية حديثة أن هذا النبات يحتوي على قلويدات لم تكن معروفة سابقًا والتي قد تكون فعالة لمقاومة المتصورة المنجلية وهو أحد الأنواع الأولية التي تسبب الملاريا البشرية.

## الصور

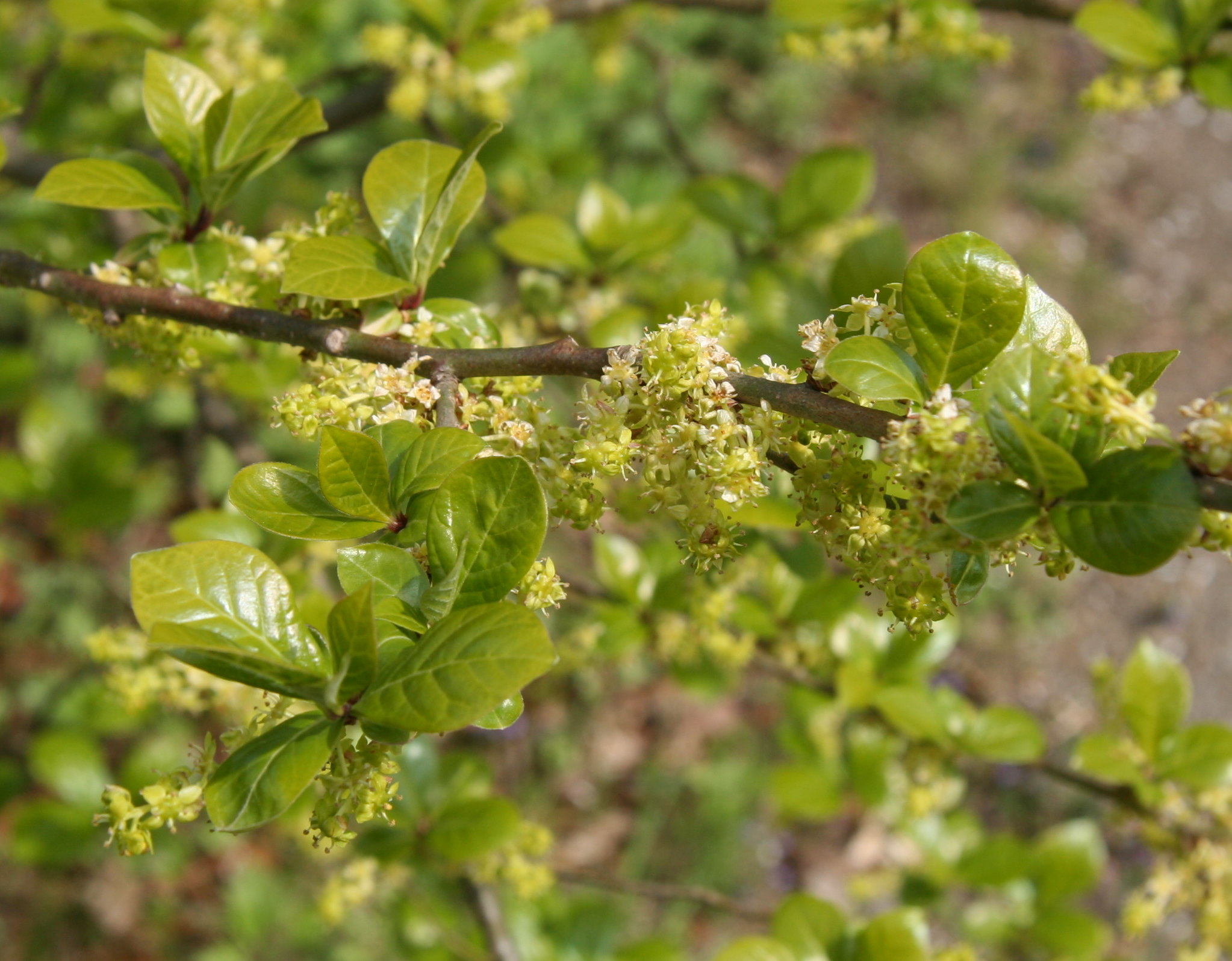
الزهور
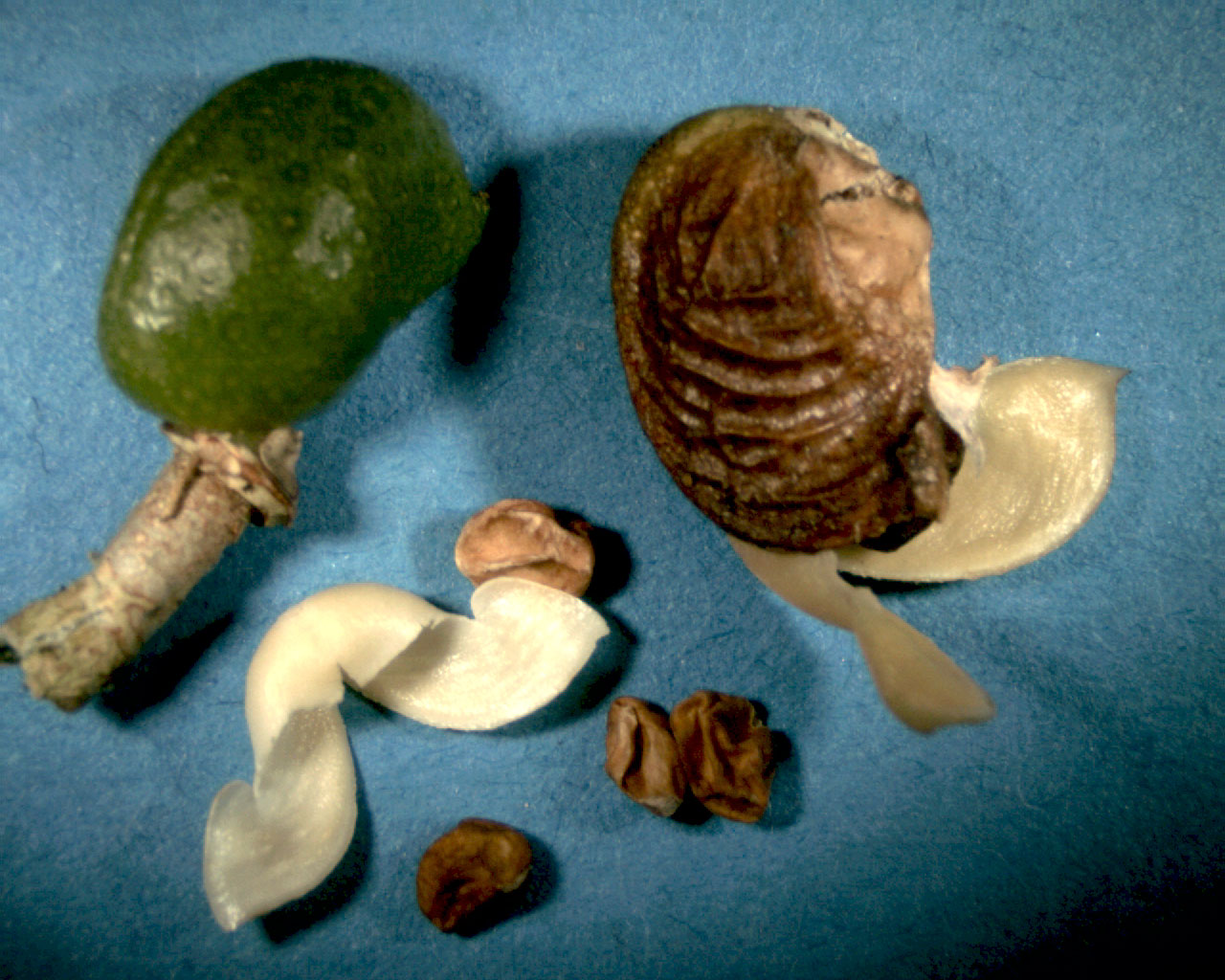
الثمار